# Бяржа
Бяржа (лит. Berža) — небольшое озеро в восточной Литве, расположено в Молетском районе на территории регионального парка Асвяя.
Лежит на высоте 153,6 метров над уровнем моря. Длина озера 2,06 км, ширина до 0,44 км. Береговая линия очень извилистая, протяженностью около 6 км. Площадь водной поверхности — 0,484 км².
Берега крутые, высокие, на западе низкие. Сток осуществляется в озеро Асвяя. На берегу озера расположены деревни Забяржа и Пильвишкяй. Недалеко от северного берега проходит автодорога 2808.